# 블로드오른

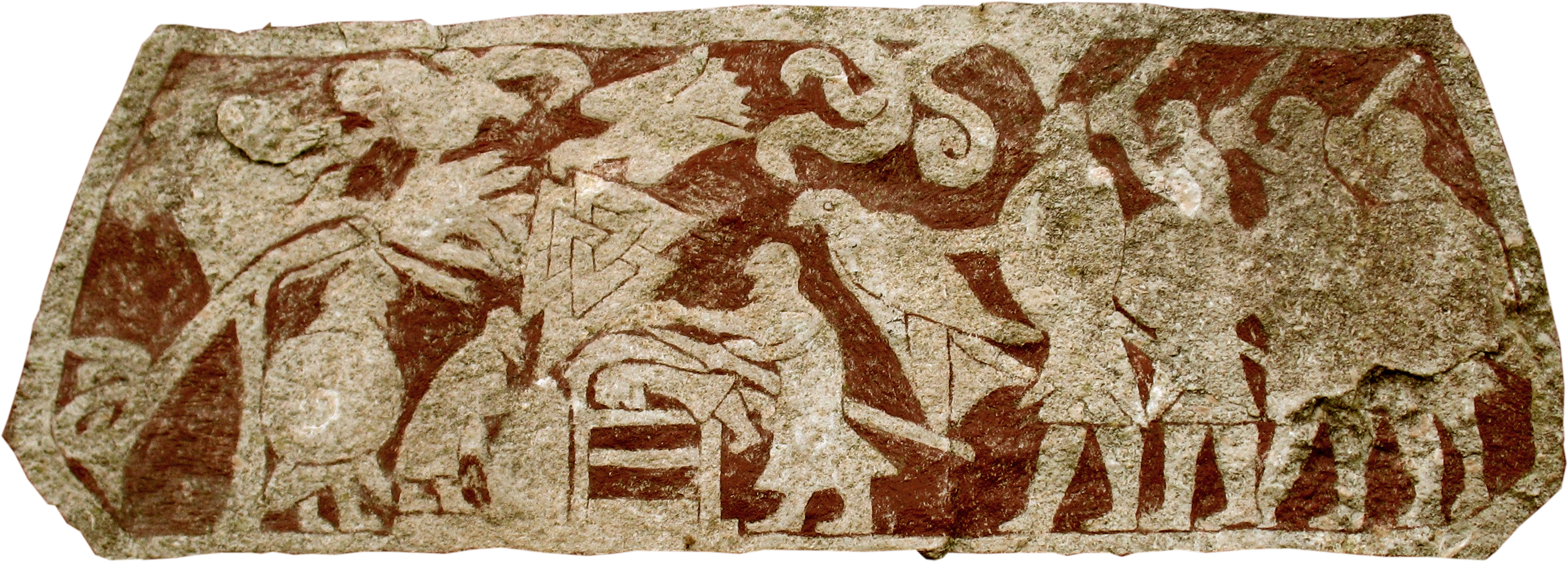
스토라 하마르스 각석의 암각화 중 한 부분. 사람 한 명이 바닥에 엎드려 있고, 다른 사람이 발크누트의 형태를 한 무기를 엎드린 이의 등에 들이대고 있다.

블로드오른(고대 노르드어: blóð-ǫrn, 영어: blood eagle)은 말기 스칼드 시가들에서 언급되는 노르드인의 종교적인 처형법이다.
사가들에서 묘사되는 바는 다음과 같다. 희생자(언제나 왕족임)를 엎드린 자세로 놓는다. 날카로운 도구로 뒤에서 희생자의 갈빗대를 척추에서 떼어내 하나씩 뽑아내고, 마침내 허파를 역시 날카로운 도구로 끄집어내어, 벗겨진 등가죽이 마치 한 쌍의 "날개"와 같은 형상을 이루도록 만들어 죽인다.
이것이 정말로 있었던 것인지, 문헌을 오독한 것이 아닌지에 관해서 논쟁이 아직 계속되고 있다.